# Beaulieu (Cantal)
Beaulieu é uma comuna francesa na região administrativa de Auvérnia-Ródano-Alpes, no departamento de Cantal. Estende-se por uma área de 7,76 km². Em 2010 a comuna tinha 99 habitantes (densidade: 12,8 hab./km²).